# Sedlo Príslop (Wielka Fatra)
Sedlo Príslop (935 m n.p.m.) – przełęcz w zachodniej, „turczańskiej” odnodze grupy górskiej Wielkiej Fatry w Centralnych Karpatach Zachodnich na Słowacji.
Biorąc pod uwagę ukształtowanie terenu, Príslop jest właściwie równym, płaskim odcinkiem grzbietu długości ok. 200 m, leżącym pomiędzy szczytami Chládkové (1240 m, na południu, inna nazwa Kliačik) i Príslop (1070 m, na północy). Jest też najniższym punktem wspomnianej zachodniej odnogi Wielkiej Fatry na południe od Przełęczy Lubochniańskiej (701 m). W kierunku północno-wschodnim spod przełęczy opada Veľka dolina. W kierunku wschodnim stoki spadają ku mocno rozgałęzionej dolince Baznitá, która koło leśniczówki Salatín uchodzi do Doliny Lubochniańskiej
Przełęcz nigdy nie miała znaczenia jako przejście przez grzbiet z Turca do Liptowa. Od strony Wielkiej Doliny wyprowadza na nią przyzwoita droga jezdna z Nolčova, jednak nie jest ona dostępna dla pojazdów samochodowych. Na zachodnich stokach opadających do tej przełęczy znajduje się polana (hala pasterska), stoki wschodnie, opadające do Doliny Lubochniańskiej porasta las. Przez grzbiet przełęczy biegnie granica Parku Narodowego Wielka Fatra – należą do niego stoki wschodnie.

## Turystyka
Grzbietem przez przełęcz biegną czerwone znaki dalekobieżnego szlaku turystycznego, zwanego Magistralą Wielkofatrzańską (słow. Veľkofatranská magistrála). Wielką Doliną wyprowadzają na siodło przełęczy zielone znaki szlaku z Nolčova.
  Ľubochianske sedlo – Tlstý diel – Vyšne Rudno – Sedlo Príslop. Odległość 5,6 km, suma podejść 380 m, suma zejść 250 m, czas przejścia 1:55 h, z powrotem 1:40
  Sedlo Príslop – Chládkové – Kľak – Vyšná Lipová – Jarabiná – Malý Lysec – Štefanová – Javorina – Šoproň – Chata pod Borišovom. Odległość 18,5 km, suma podejść 1470 m, suma zejść 1145 m, czas przejścia 7:10 h, z powrotem 6:50 h
  Nolčovo – Nad Nolčovom – Veľka dolina – Sedlo Príslop. Odległość 7,2 km, suma podejść 705 m, suma zejść 185 m, czas przejścia 3:20 h, z powrotem 2:40 h